# Radostín (powiat Havlíčkův Brod)
Radostín – miejscowość i gmina (obec) w Czechach, w kraju Wysoczyna, w powiecie Havlíčkův Brod. W 2022 roku liczyła 159 mieszkańców.